# Fuentecén (kommunhuvudort)
Fuentecén är en kommunhuvudort i Spanien.   Den ligger i provinsen Provincia de Burgos och regionen Kastilien och Leon, i den centrala delen av landet, 140 km norr om huvudstaden Madrid. Fuentecén ligger 819 meter över havet och antalet invånare är 294.
Terrängen runt Fuentecén är lite kuperad, och sluttar norrut.  Trakten runt Fuentecén är nära nog obefolkad, med mindre än två invånare per kvadratkilometer. Närmaste större samhälle är Aranda de Duero, 15,6 km öster om Fuentecén. Trakten runt Fuentecén består till största delen av jordbruksmark.